# Championnat de Lettonie féminin de volley-ball
Le Championnat de Lettonie de volley-ball féminin est la plus importante compétition nationale organisé par la Fédération lettonne de volley-ball (Latvijas Volejbola Federācija, LVF), il a été créé en 1992. 

## Historique
La compétition lors de la saison 2010-2011 regroupait quatre équipes de Lettonie et quatre équipes de Lituanie, le titre de champion de chaque pays est décerné séparément.

## Palmarès
| Année | Champion                | Finaliste     | Troisième       |
| ----- | ----------------------- | ------------- | --------------- |
| 1992  | Aurora Riga             |               |                 |
| 1993  | Aurora Riga             |               |                 |
| 1994  | Kimikis Daugavpils      |               |                 |
| 1995  | Kimikis Daugavpils      |               |                 |
| 1996  | Kimikis Daugavpils      |               |                 |
| 1997  | Kimikis Daugavpils      |               |                 |
| 1998  | Kimikis Daugavpils      |               |                 |
| 1999  | Kimikis Daugavpils      |               |                 |
| 2000  | Kimikis Daugavpils      |               |                 |
| 2001  | Speks-R Riga            |               |                 |
| 2002  | Speks-R Riga            |               |                 |
| 2003  | Speks-R Riga            |               |                 |
| 2004  | SVK Ezerzeme Daugavpils | Speks-R Riga  | LU/JRSC         |
| 2005  | Speks-R Riga            |               |                 |
| 2006  | SVK Rīga                |               |                 |
| 2007  | SVK Rīga                | Jelgava/LU    | MSĢ             |
| 2008  | SVK Rīga                | MSĢ-Ropaži    | Jelgava/LU      |
| 2009  | Jelgava/LU              | SVK Rīga      | VK Ropaži/MSĢ   |
| 2010  | Jelgava/LU              | SVK Rīga      | VK Ropaži/MSĢ   |
| 2011  | Jelgava/LU              | VK Ropaži/MSĢ | Lettonie junior |
| 2012  | Jelgava/LU              |               |                 |
| 2013  | Jelgava/LU              | SK Babīte     | Lettonie junior |
| 2014  | Jelgava/LU              | RSU / MVS     | SK Babīte       |
| 2015  | Jelgava/LU              | Zeltaleja     | SK Babīte       |
| 2016  | Jelgava/LU              | Zeltaleja/MSĢ | SK Babīte       |
| 2017  | RSU / MVS               | SK Babīte     | Jelgava/LU      |
| 2018  | SK Babīte               | VK Jelgava    | VK "miLATss"    |
| 2019  | Rīgas Volejbola skola   | Zeltaleja/MSĢ | VK "miLATss"    |
| 2020  | non terminé             | non terminé   | non terminé     |